# Joseph Strutt
Joseph Strutt (1765 – 1844) è stato un politico e filantropo inglese.

## Biografia
Joseph era il figlio minore di Jedediah Strutt di Derby, che aveva altri due figli, William e George. La famiglia Strutt fatto una fortuna con la seta, il cotone e mulino calico sul Morledge presso Derby.
Joseph fu battezzato nella Cappella Unitaria su Gate Frate, Derby il 19 settembre 1765, e successivamente educato alla scuola Derby.
Nel 1793 sposò Isabella Archibold Douglas nella chiesa di St. Oswald, Ashbourne, Derbyshire; Isabella successivamente morì nel 1801 lasciando l'uomo con un figlio e due figlie, Caroline e Isabella. La prima sposò Edward Hurt ma morì nel 1835 mentre la seconda sposò John Howard Galton di Hadzor House e divenne la madre di Sir Douglas Galton Strutt.
Strutt ebbe impiego nei pubblici uffici di Derby a partire dall'età di 28 anni, fino ad essere sindaco della città per due volte, la seconda come primo sindaco dal novembre 1835 fino al novembre 1836.
Fu per tutta la vita un radicale riformatore sociale che dedicò la maggior parte del suo tempo al servizio della città. Aveva la ferma convinzione che per ottenere il rispetto delle classi lavoratrici ed allontanarle dal "loro comportamento brutale e i degradante piaceri" dovesse essere loro permesso di godere degli stessi piaceri culturali, come mostre d'arte e spazi aperti, di cui godevano le classi superiori. Strutt inoltre istituì il Mechanics Institution (fondato nel 1824).
Servì come sottotenente della milizia locale durante le guerre napoleoniche, quando l'Inghilterra si trovava di fronte alla minaccia di un'invasione francese.
Strutt aprì le porte della sua casa coi giardini a Thorntree House in Casa in St. Peter's Street, oggi sede della HSBC Bank, come una galleria d'arte e museo, a beneficio di tutte le classi sociali dei cittadini di Derby, per coltivare un comune interesse per le opere d'arte. Tra le opere comprese nella sua collezione c'erano sculture di William John Coffee, che rappresentavano il lavoro degli scultori dell'antichità classica e del Rinascimento, così come una collezione di dipinti di famosi artisti rinascimentali. La sua collezione di dipinti offrì quindi l'opportunità per i comuni cittadini lavoratori di vedere alcuni esempi di opere d'arte.
La sua collezione di manufatti includeva anche un ottimo esempio di una mummia egiziana, che si ritiene essere quella che oggi si trova al Derby's Central Museum.
Tra le molte altre cose, Strutt fu anche presidente del Mechanics Institution che aveva fondato nel 1824, e sottoscrisse una donazione annuale a sostegno della sua opera. La mostra tenutasi nella sala conferenze dell'Istituto nel 1839 includeva dipinti provenienti dalla collezione di Strutt. Molti di questi si pensa che abbiano costituito la base della raccolta del Derby Museum and Art Gallery.
Donò anche mille sterline alla Athenaeum Society, contribuendo a costruire l'Athenaeum Building, una galleria d'arte e un museo offrendo collezioni d'arte e mostre per il grande pubblico. Diede anche dato un sostegno finanziario al General Infirmary Derbyshire (che più tardi diventerà il Derbyshire Royal Infirmary), progettato e costruito da suo fratello maggiore, William.
Strutt è probabilmente più conosciuto per il suo dono alla popolazione di Derby del Derby Arboretum, che fu progettato per insegnare l'amore per la natura, come luogo per l'esercizio fisico ed il divertimento, ma è anche segnalato come il primo parco pubblico in Inghilterra. Assunse per l'opera John Claudius Loudon per fare il progetto, che fu completato con un costo, sostenuto dal solo Strutt, di diecimila sterline.
Strutt morì il 13 gennaio 1844 nella sua casa di St. Peter's Street, dopo aver partecipato ad una seduta dove diede il suo voto favorevole per il miglioramento delle condizioni sanitarie Derby. Era malato da tempo e subì una ricaduta dalla quale non si riprese. Egli fu sepolto insieme alla moglie, Isabella, nella Friargate Unitarian Chapel a Friar Gate. La cappella fu demolita nel 1970 per far posto al complesso di uffici del Heritage Gate, che comunque incorpora una moderna cappella Unitaria.